# Гудленд (Індіана)
Гудленд (англ. Goodland) — місто (англ. town) в США, в окрузі Ньютон штату Індіана. Населення — 980 осіб (2020).

## Географія
Гудленд розташований за координатами 40°45′50″ пн. ш. 87°17′43″ зх. д. / 40.76389° пн. ш. 87.29528° зх. д. (40.763751, -87.295395).  За даними Бюро перепису населення США в 2010 році місто мало площу 2,03 км², уся площа — суходіл.

## Демографія
Згідно з переписом 2010 року, у місті мешкали 1043 особи в 426 домогосподарствах у складі 276 родин. Густота населення становила 515 осіб/км².  Було 469 помешкань (231/км²).
Расовий склад населення:
| - 97,5 % — білих - 0,7 % — чорних або афроамериканців - 0,4 % — корінних американців |

До двох чи більше рас належало 1,0 %. Частка іспаномовних становила 2,1 % від усіх жителів.
За віковим діапазоном населення розподілялося таким чином: 22,7 % — особи молодші 18 років, 61,2 % — особи у віці 18—64 років, 16,1 % — особи у віці 65 років та старші. Медіана віку мешканця становила 42,3 року. На 100 осіб жіночої статі у місті припадало 101,0 чоловіків;  на 100 жінок у віці від 18 років та старших — 98,5 чоловіків також старших 18 років.
Середній дохід на одне домашнє господарство  становив 53 874 долари США (медіана — 47 083), а середній дохід на одну сім'ю — 63 506 доларів (медіана — 56 250). Медіана доходів становила 38 611 долар для чоловіків та 31 307 доларів для жінок. За межею бідності перебувало 18,0 % осіб, у тому числі 29,3 % дітей у віці до 18 років та 15,8 % осіб у віці 65 років та старших.
Цивільне працевлаштоване населення становило 505 осіб. Основні галузі зайнятості: виробництво — 29,9 %, роздрібна торгівля — 21,0 %, освіта, охорона здоров'я та соціальна допомога — 20,2 %.